# جان تومر
جان تومر (بالإنجليزية: Jean Toomer)‏ (المولود باسم ناثان بينشباك تومر، 26 ديسمبر 1894 – 30 مارس 1967) كان شاعرًا وروائيًا أمريكيًا يرتبط اسمه بنهضة هارلم الثقافية، على الرغم من مناهضته الفعالة للجماعة والحداثة. تعود شهرته إلى كتابه الوحيد، وهو رواية باسم كين صدرت عام 1923، والتي بدأ تومر في كتابتها خلال الفترة التي قضاها كمدير مدرسة للسود في ريف مدينة سبارتا في ولاية جورجيا الأمريكية. تربط الرواية قصص ست نساء وتتضمن على ما يبدو خيطًا من السيرة الذاتية؛ وصفها عالم الاجتماع تشارلز إس. جونسون بأنها «أكثر البدايات روعة وإبداعًا لأي كاتب زنجي في جيله». رفض تومر تصنيفه ككاتب زنجي، مصرًا على تصنيف نفسه كـ «أمريكي» فقط.
استمر تومر في كتابة الشعر والقصص القصيرة والمقالات. ماتت زوجته الأولى بعد ولادة ابنتهما بفترة قصيرة. بعد أن تزوج مرة أخرى في عام 1934، انتقل تومر مع عائلته الجديدة من نيويورك إلى دوليزتاون في ولاية بنسلفانيا. هناك أصبح عضوًا في جمعية الأصدقاء الدينية (المعروفة أيضًا باسم الكويكرز) واعتزل الحياة العامة. تحتفظ مكتبة بينيك للكتب النادرة والمخطوطات في جامعة ييل بأوراق مؤلفاته الأصلية.

## نسبه وبداية حياته وتعليمه
وُلد باسم ناثان بينشباك تومر في واشنطن العاصمة عام 1894، وهو ابن المعتوق مختلط العرق ناثان تومر (1839 – 1906) وزوجته الثالثة مختلطة العرق أيضًا نينا إليزابيث بينشباك (1866 – 1909) التي كان والداها شخصين ملونين محررين قبل الحرب الأهلية الأمريكية.
وُلد ناثان الأب والد جان كعبد في مقاطعة تشاتهام التابعة لولاية كارولاينا الشمالية، وبيع عندما كان صغيرًا إلى الكولونيل هنري تومر. عمل ناثان كخادم خاص ومساعد لهنري تومر قبل اندلاع الحرب الأهلية، متعلمًا أساليب الطبقة العليا البيضاء وعاداتها. بعد تحريره من العبودية اتخذ لنفسه اسم عائلة سيده السابق. تزوج ناثان تومر وأصبح مزارعًا في ولاية جورجيا؛ أنجب هو وزوجته أربع فتيات.
بعد موت زوجته الأولى، تزوج ناثان من أماندا أمريكا ديكسون، وهي امرأة مختلطة العرق ورثت ثروتها من والدها المزارع الأبيض. دُعيت هذه السيدة بلقب «أغنى امرأة ملونة في أمريكا». ماتت دون وصية عام 1893 بعد نحو عام من الزواج. بعد صراع قانوني مع أبنائها لم ينته إلا بعد زواجه الثالث بسنوات، لم يتمكن ناثان من الحصول على أي حصة من الإرث تقريبًا.
لاحقًا في عام 1893، تزوج الأرمل ناثان ذو الأعوام الأربعة والخمسين من نينا إليزابيث بينشباك ذات الثمانية وعشرين عامًا، وهي امرأة شابة ملونة ثرية. وُلدت في نيو أورلينز وهي الابنة الثالثة لزوجين ملونين محررين قبل الحرب الأهلية. كان والدها بينكني بنتون ستوارت بينشباك (بي. بي. إس. بينشباك) ذا أصول أوروبية متعددة الجنسيات، كما امتلك نسبًا من العرق الأفريقي ومن الشيروكي. وُلد كشخص حر في مسيسيبي ورباه والده المزارع الأبيض. بعد موت والده في عام 1848، انتقل مع والدته إلى أوهايو. عمل بينشباك كضابط في جيش الاتحاد في ولاية لويزيانا.
بعد انتهاء الحرب بقي بينشباك في لويزيانا، حيث أصبح سياسيًا جمهوريًا خلال عصر إعادة الإعمار. عمل لفترة قصيرة كحاكم لولاية لويزيانا، وكان أول أمريكي من أصول أفريقية يصل إلى منصب حاكم أي ولاية في الولايات المتحدة. انتُخب كعضو في مجلس النواب الأمريكي ومجلس الشيوخ في عامي 1872 و1873 على الترتيب، لكنه خسر التحدي على مقعديه من قبل الديمقراطيين في الكونغرس. بين عامي 1891 و1892، استعاد الديمقراطيون البيض السيطرة على السلطة التشريعية في لويزيانا وبدؤوا بفرض قوانين جيم كرو (قوانين الفصل العنصري)؛ غادر آل بينشباك الولاية عائدين إلى العاصمة واشنطن، حيث انخرطوا ببساطة ضمن فئة النخبة من ملوني البشرة. كان بي. بي. إس. بينشباك قلقًا من ناثان تومر واعترض بشدة على اختيار ابته لشريك حياتها، لكنه أذعن في النهاية لقرارها ووافق على الزواج.
بعد السفر في عدة رحلات، تخلى ناثان تومر الأب عن زوجته وابنه، وعاد إلى جورجيا. نظرًا لعدم قدرته على دفع النفقة، حاول الحصول على جزء من عقارات زوجته المتوفية. طلقته نينا واستعادت اسمها السابق بينشباك؛ عادت مع ابنها لتعيش مع والديها. في ذلك الوقت، وبسبب غضبه من تهرب الأب، أصر والد نينا على دعوة الطفل باسم جديد وبدأ يناديه باسم يوجين نسبة لأبيه الروحي. حمل الطفل عددًا من الألقاب الأخرى التي أطلقها عليه أفراد العائلة. التقى بأبيه مرة عام 1897 في العاصمة واشنطن بعد أن ذهب إلى جورجيا، ومات الأب عام 1906.
خلال حياته كطفل في واشنطن، ارتاد بينشباك مدارس السود، ومن الجدير بالذكر أنه لم يتخذ اسم جان تومر حتى بداية حياته المهنية الأدبية. عندما تزوجت والدته مرة أخرى وانتقلت العائلة إلى ضواحي نيو روتشيل في نيويورك، ارتاد الشاب مدرسة للبيض. بعد وفاة والدته عام 1909 عندما كان في الخامسة عشر من عمره، عاد بينشباك إلى واشنطن ليعيش مع جديه من جهة والدته. تخرج لاحقًا من مدرسة شارع إم (حاليًا مدرسة دنبار الثانوية)، وهي مدرسة أكاديمية مرموقة للسود في المدينة تملك سمعة جيدة على مستوى البلاد.
بين عامي 1914 و1917، ارتاد بينشباك ست معاهد للتعليم العالي (وهي جامعة ويسكونسن وكلية الزراعة في ماساتشوستس والكلية الأمريكية للتدريب الجسدي في شيكاغو وجامعة شيكاغو وجامعة نيويورك وكلية مدينة نيويورك) درس فيها الزراعة واللياقة البدنية وعلم الاجتماع والتاريخ، لكنه لم يكمل دراسته ويحصل على شهادة من أي منها. أدت مطالعاته الواسعة لمؤلفات الشعراء والكتاب المعاصرين والمحاضرات التي حضرها خلال حياته الجامعية إلى تشكيل التوجه الذي انتهجه في الكتابة.

## القضايا العرقية
كان أصل تومر العرقي أبيض بمعظمه، وكان مظهره «معتدلًا عرقيًا» لا يميل إلى ملامح البيض أو السود. عاش في مجتمعات للبيض والسود خلال طفولته وشبابه وحياته العملية. لم يرغب بأن يُقيد بعرق محدد لذلك عرف عن نفسه كأمريكي وليس كأبيض أو أسود، ممثلًا الثقافة المختلطة الجديدة. نظرًا لخبراته الواسعة، قاوم تصنيفه ككاتب زنجي. لكن عمله الأدبي الأكثر رواجًا كان كين، وهي الرواية المستوحاة من حياة الجنوب الأمريكي الريفي في عصره، والاستكشاف التخيلي للعالم الأمريكي الأفريقي القديم الذي عاشه والده الغائب.
خلال تحضيرهما لإصدار نسخة جديدة من كتابه، قال الباحثان هنري لويس غيتس جونيور ورودولف بي. بيرد عام 2010 وبناء على المعطيات البحثية، إن تومر كان مقبولًا قانونيًا بهوية شخص أبيض خلال فترات من حياته. لم يدع أبدًا كونه أيض أو أسود، مصرًا على أنه أمريكي فقط ببساطة. يذكر الباحثان إحصائيتين سكانيتين أجريتا عامي 1920 و1930 صنفتاه كشخص أبيض. (في ذلك الوقت، كانت مسؤول الإحصاء يأخذ هذه البيانات اعتمادًا على مظهر الشخص وطبقته الاقتصادية ومكان إقامته وجيرانه..). صُنف تومر مرتين كزنجي، وذلك في سجلات التجنيد العسكري عام 1917 و1942. عندما تزوج تومر من الأوروبية الأمريكية مارجري لاتيمر في ويسكونسن عام 1931، صنفت وثيقة الزواج الزوجين من البيض. يختلف بعض الباحثين مع تفسير غيتس وبيرد للوثائق، في حين يعترفون بمحاولات تومر تجاوز الحدود العرقية. يقول وليام أندروز «إذا لم يسأل الناس، أتوقع أنه لم يقل أي شيء».

## وصلات خارجية
- جان تومر على موقع الموسوعة البريطانية (الإنجليزية)
- جان تومر على موقع ميوزك برينز (الإنجليزية)
- جان تومر على موقع إن إن دي بي (الإنجليزية)
- مؤلفات جان تومر في مشروع غوتنبرغ